# Ibirité
Ibirité är en stad och kommun i östra Brasilien och ligger i delstaten Minas Gerais. Den är en förort till Belo Horizonte, och folkmängden uppgick år 2014 till cirka 172 000 invånare.

## Administrativ indelning
Kommunen var år 2010 indelad i två distrikt:
- Ibirité
- Parque Durval de Barros